# Antonio Ciseri
Antonio Ciseri (Ronco sopra Ascona, 25 octobre 1821 - 9 mars 1891) est un peintre suisse.

## Biographie
Né dans le Tessin, en Suisse, Antonio Ciseri s'exerce à Florence avec ses maîtres Nicola et Pietro Benvenuti.
Il a été l'élève de Tommaso Minardi, cofondateur du purisme italien.
Ses peintures religieuses sont à la fois raphaélesques dans leurs contours et photographiques dans leurs effets.
Il a reçu beaucoup de commandes pour des peintures d'églises en Italie et en Suisse ainsi que des portraits.

## Œuvres
- Martyre des Macchabées, église Santa Felicita de Florence (1853-1863)
- Déposition du Christ, église Madonna del Sasso à Orselina

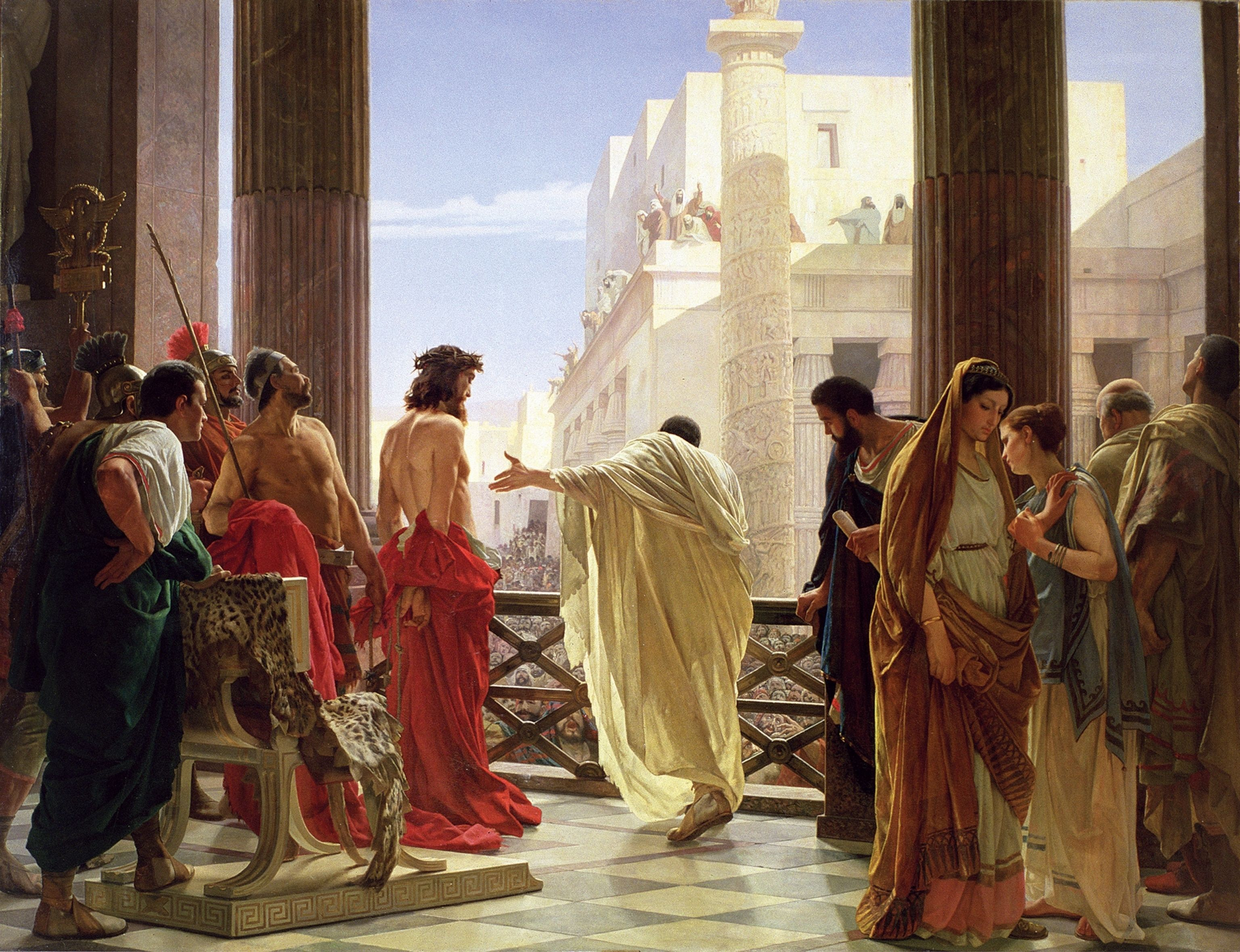
Ecce homo, 1850

- Ecce homo, Galleria d'Arte Moderna, Florence

## Sources
- (en) Cet article est partiellement ou en totalité issu de l’article de Wikipédia en anglais intitulé « Antonio Ciseri » (voir la liste des auteurs).
- Notices d'autorité :   - VIAF
  - ISNI
  - BnF (données)
  - IdRef
  - LCCN
  - GND
  - Vatican
  - WorldCat
- Ressources relatives aux beaux-arts :   - AGORHA
  - Art UK
  - Bénézit
  - Bridgeman Art Library
  - Grove Art Online
  - Musée d'Orsay
  - MutualArt
  - RKDartists
  - SIKART
  - Union List of Artist Names